# Le Croisic

Localització de Le Croisic

Le Croisic (bretó Ar Groazig) és un municipi francès del departament del Loira Atlàntic, a la regió del País del Loira. El 2006 tenia 4.121 habitants. Limita amb els municipis de Batz-sur-Mer, Guérande i La Turballe.

## Demografia
| 1962                                       | 1968  | 1975  | 1982  | 1990  | 1999  |
| ------------------------------------------ | ----- | ----- | ----- | ----- | ----- |
| 4.017                                      | 4.102 | 4.243 | 4.313 | 4.428 | 4.278 |
| Des de 1962: població sense dobles comptes |       |       |       |       |       |

## Administració
| Període   | Identitat        | Partit        |
| --------- | ---------------- | ------------- |
| 1995-2008 | Christophe Priou | UMP           |
| 2008-     | Michèle Quellard | Divers droite |

## Galeria d'imatges

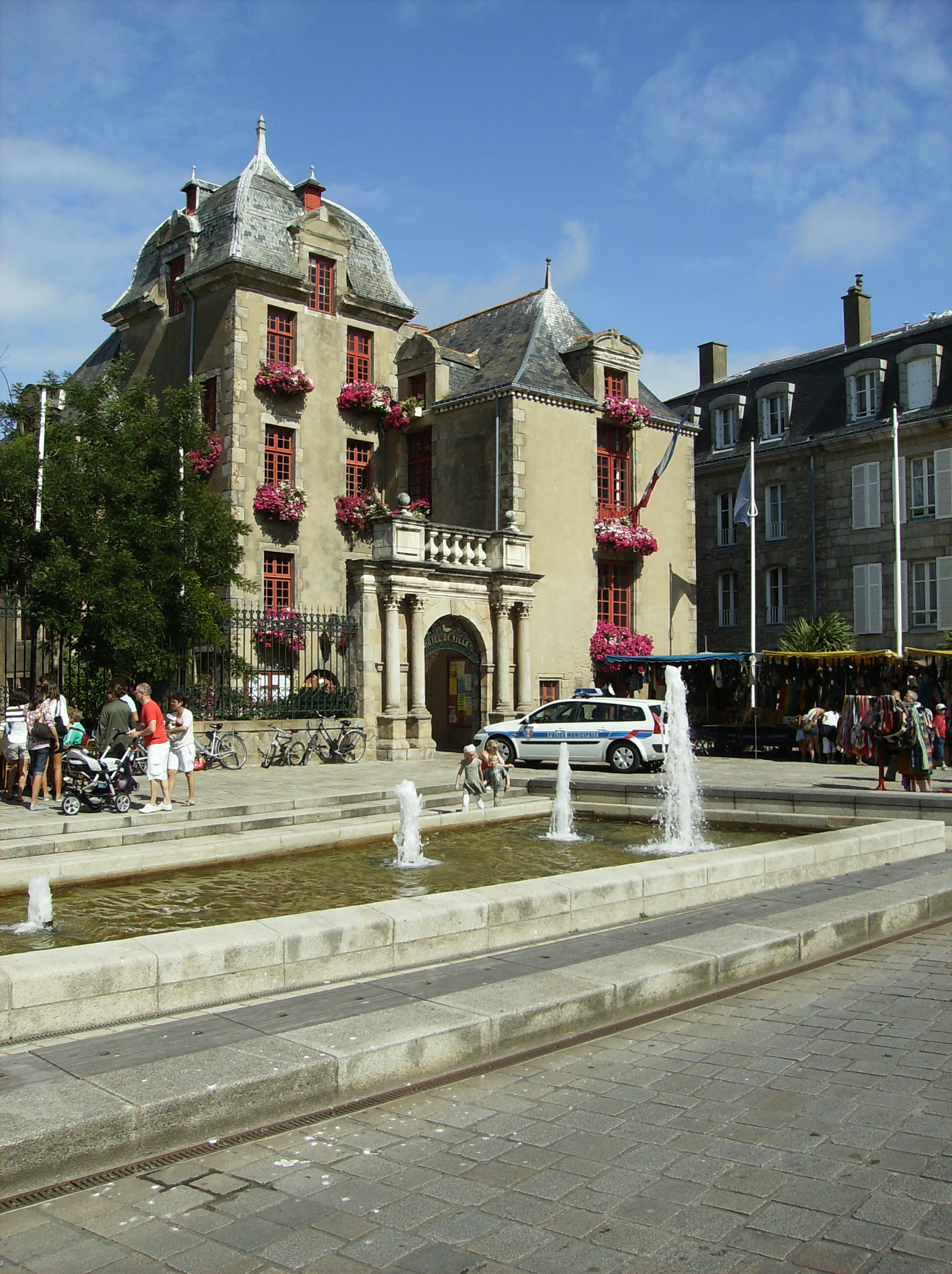
Alcaldia
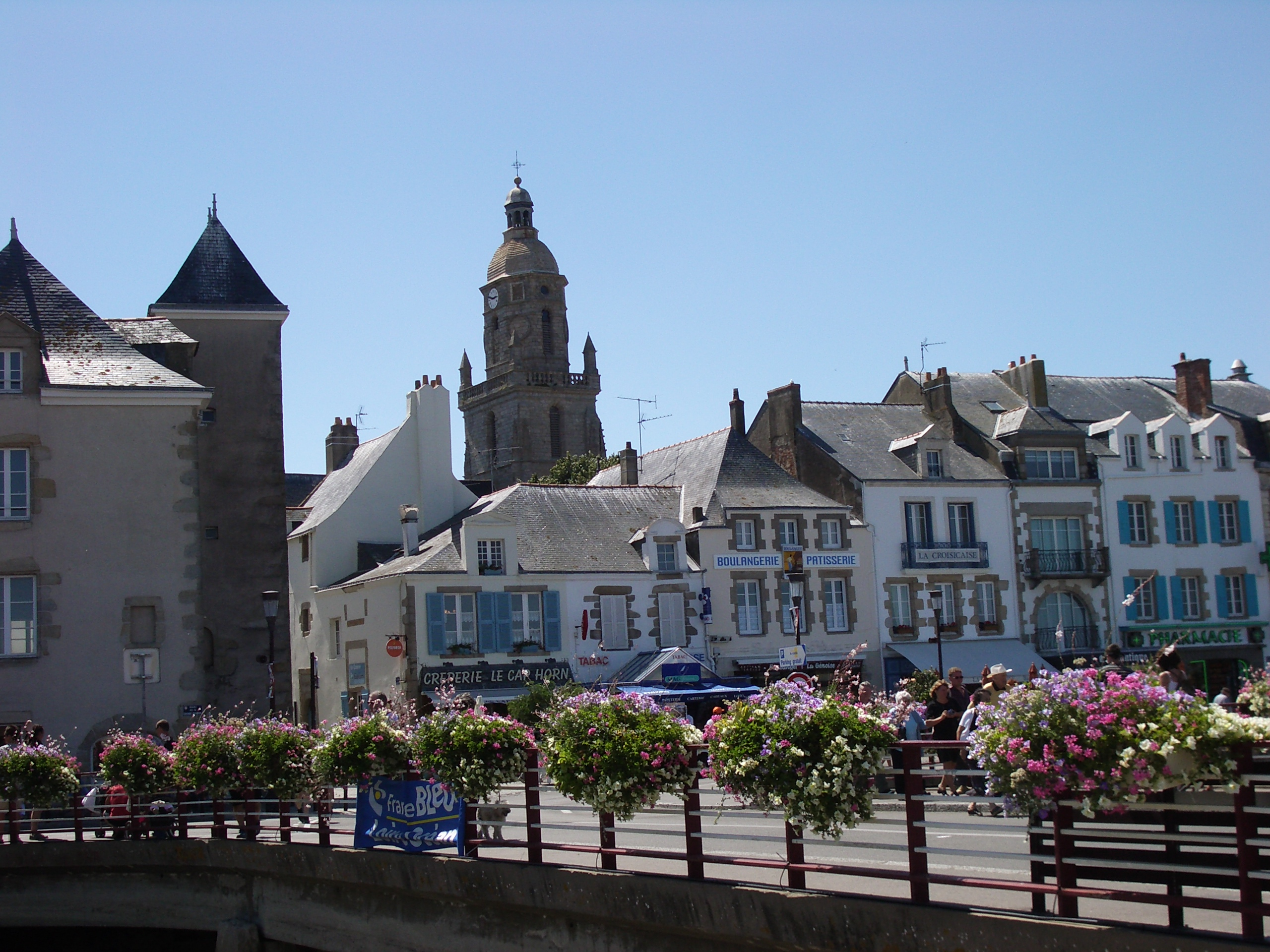
Campanar
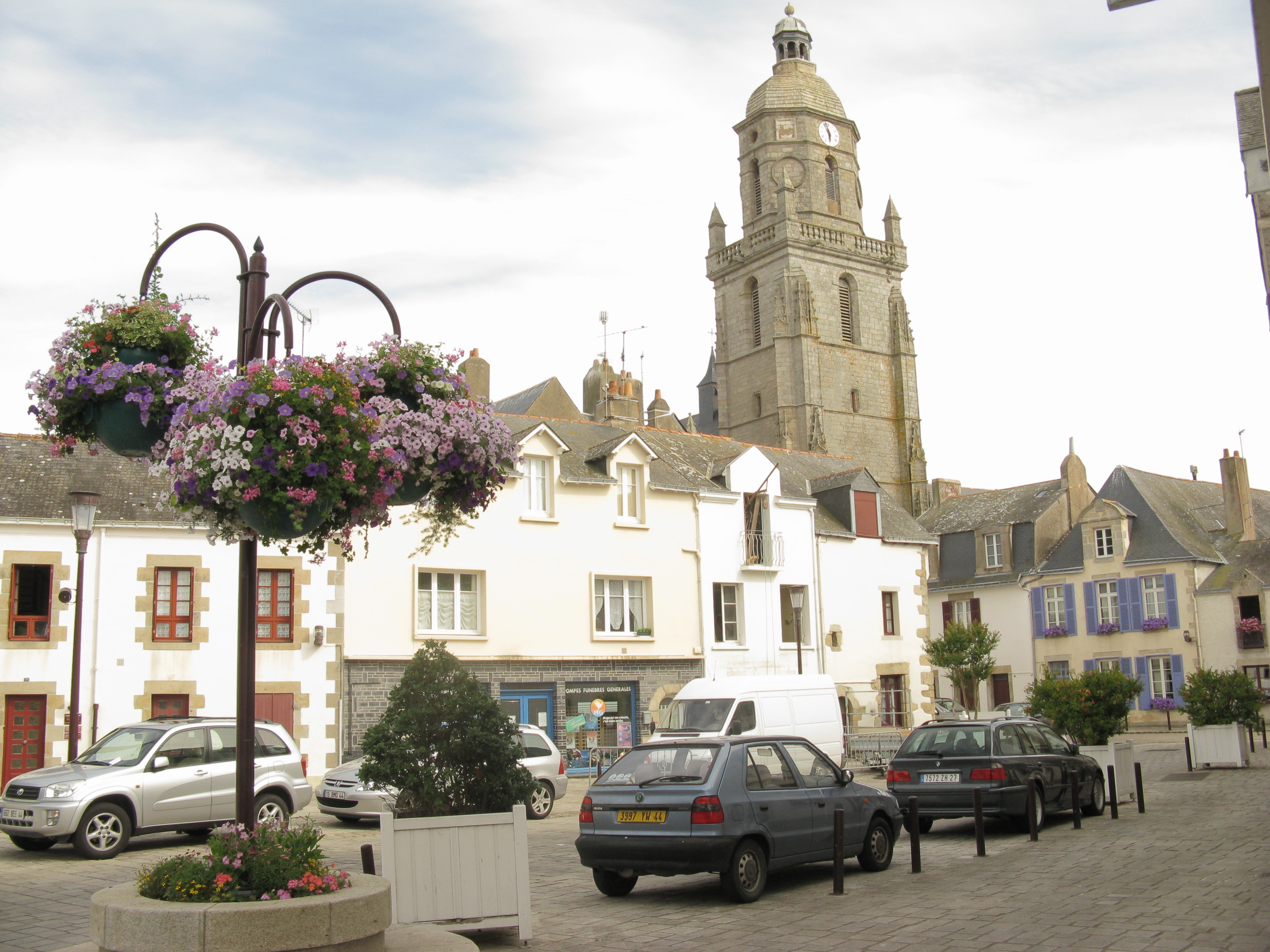
Plaça Donatien Lepré
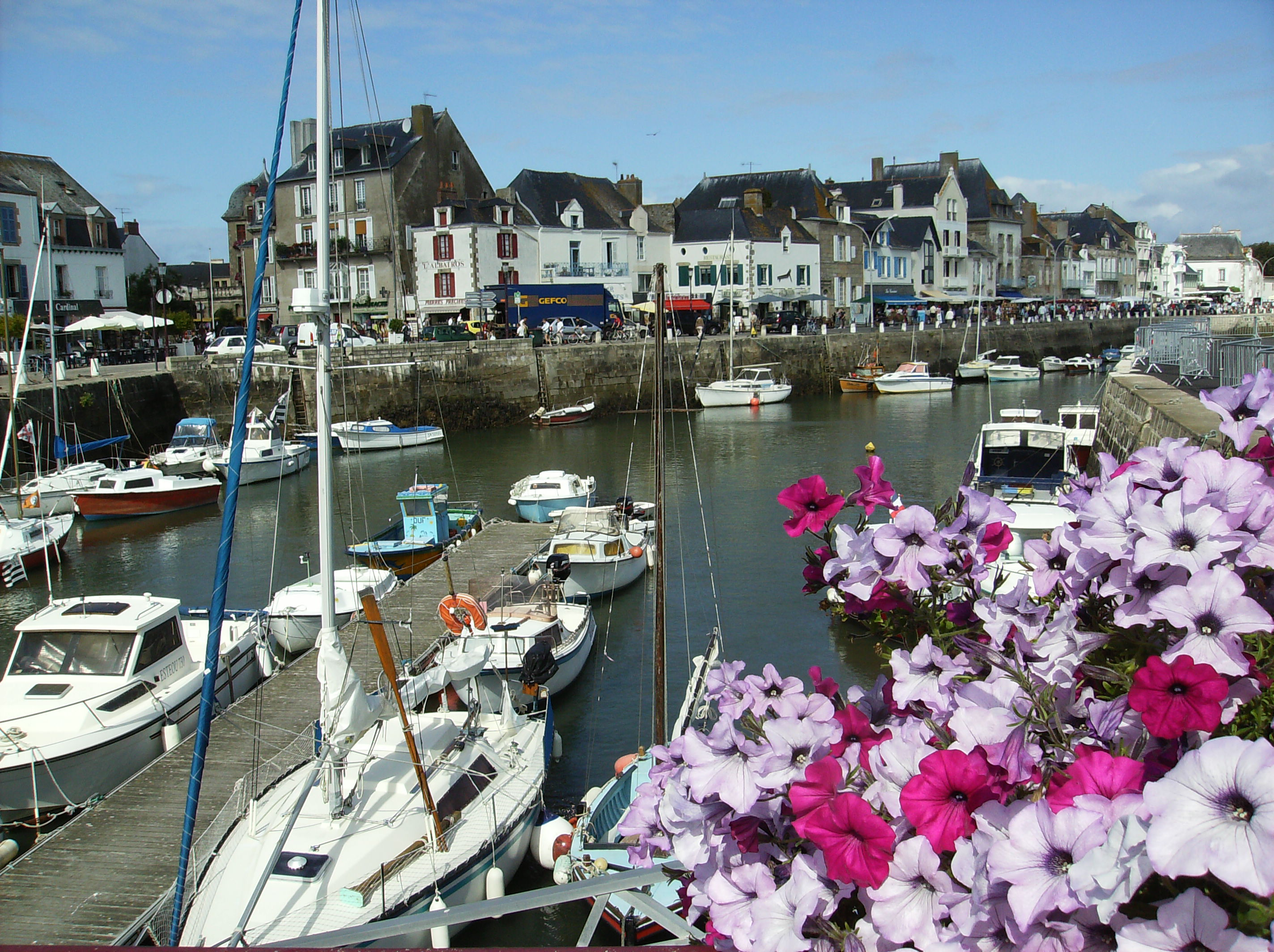
Port